# Åke Axelsson

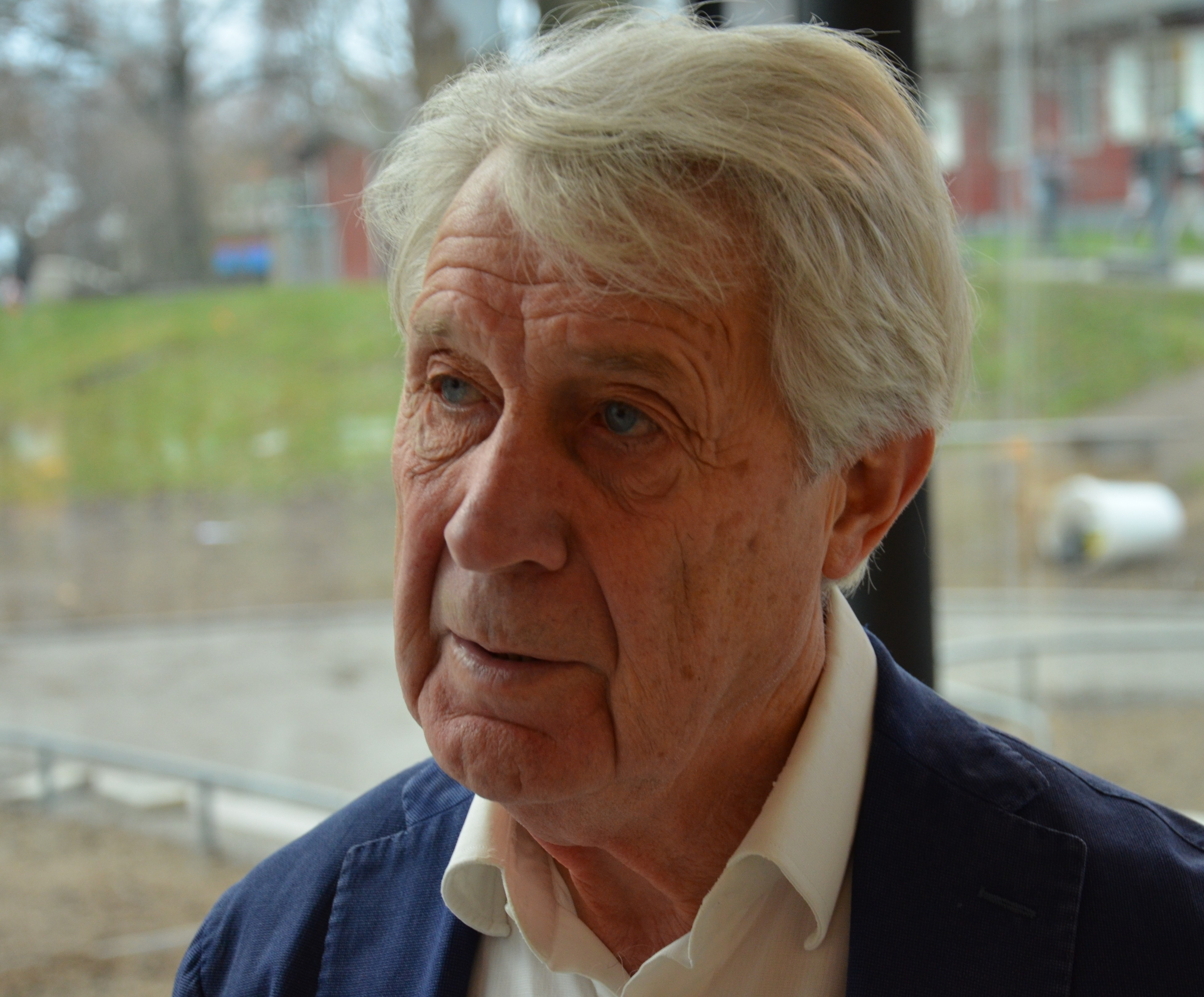
Åke Axelsson, 2011

Åke Axelsson (* 29. Februar 1932 in Urshult) ist ein schwedischer Innenarchitekt. Axelsson gehört zu den bedeutendsten schwedischen Gestaltern. Er hatte erheblichen Einfluss auf das schwedische Nachkriegsdesign.

## Leben und Werk
Nach einer Ausbildung zum Tischler in Visby von 1947 bis 1951 bildete sich Axelsson in München fort. Hierauf folgte eine Vertiefung der Kenntnisse an der schwedischen Kunsthochschule Konstfack. Axelsson gestaltete mehrere bekannte schwedische Möbel und wurde mehrfach ausgezeichnet. Seit 1989 ist er Mitglied der schwedisch königlichen Akademie der bildenden Künste.

## Auszeichnungen
- 1994 Prinz Eugen Medaille (höchste schwedische Auszeichnung für Künstler)
- 1995 Bruno Matthsson Preis (schwedische Auszeichnung für Gestalter)